# فیلیپ کادلباخ
فیلیپ کادلباخ (آلمانی: Philipp Kadelbach؛ زادهٔ ۹ سپتامبر ۱۹۷۴) کارگردان فیلم و کارگردان تلویزیونی اهل آلمان است.
از فیلم‌ها یا مجموعه‌های تلویزیونی که وی در آن‌ها نقش داشته‌است، می‌توان به نسل جنگ، هیندنبورگ و عطر اشاره نمود.